# Euglenes serricornis
Euglenes serricornis là một loài bọ cánh cứng trong họ Aderidae. Loài này được Reitter miêu tả khoa học năm 1885.